# Хориикэ, Такуми
Такуми Хориикэ (яп. 堀池 巧 Хориикэ Такуми, род. 6 сентября 1965, Сидзуока) — японский футбольный защитник и игрок сборной Японии, ныне футбольный телекомментатор.

## Карьера

### В клубах
В составе футбольной команды Высшей школы Симидзу Хигаси одержал победу в национальном чемпионате высших школ вместе с Кацуми Оэноки и Кэнтой Хасэгавой. Следующим этапом в его карьере стало обучение и игра в футбол за Университет Дзюнтэндо.
Первым взрослым клубом Хориикэ стал «Ёмиури», с которым он стал чемпионом двух последних розыгрышей Japan Soccer League старого формата. Первое время сам он выполнял на поле роль опорного полузащитника, затем занял место в центре обороны в паре с Хисаси Като.
В 1992 году в Японии была образована Джей-лига, а в родном городе Такуми был создан её клуб «Симидзу С-Палс», куда он и перешёл, вновь оказавшись в одном клубе с Оэноки и Хасэгавой. Играя на позиции правого защитника, в попал в самую первую версию «лучших одиннадцати» лиги по итогам сезона. По ходу сезона 1998 года перешёл в клуб «Сересо Осака», откуда вернулся в «С-Палс» в следующем сезоне, после которого завершил карьеру.

### В сборной
В первую команду страны начал призываться ещё будучи студентом, выйдя 1 августа 1986 года на поле в товарищеском матче с Малайзией. Выступления за сборную принесли ему победу в домашнем Кубке Азии 1992 года, где он провёл 4 игры, также участие в двух матчах на Кубке Короля Фахда 1995 года. Также Хориикэ был на поле во время «Трагедии в Дохе», не позволившей команде попасть на чемпионат мира 1994 года. В большинстве международных игр выходил на правый фланг обороны, завершил выступления за сборную в 1995 году.
После окончания футбольной карьеры стал работать спортивным комментатором на телевидении.

## Достижения

### Командные
Как игрока национальных сборных Японии:
- Кубок Короля Фахда:
  - Участник: 1995
- Кубок Азии:
  - Победитель: 1992
  - Участник: 1988

Как игрока «Ёмиури»:
- Японская соккер-лига:
  - Чемпион: 1990/91, 1991/92
  - Второе место: 1989/90
- Кубок Императора:
  - Серебряный призёр: 1991

Как игрока «Симидзу С-Палс»:
- Джей-лига:
  - Второе место: 1993 (второй этап), 1994 (первый этап), 1998 (первый этап)
  - Третье место: 1993
- Кубок Джей-лиги:
  - Победитель: 1996
  - Серебряный призёр: 1992, 1993

### Личные
- Символическая сборная Джей-лиги: 1993

## Статистика

### В клубе
| Выступления за клуб | Выступления за клуб | Выступления за клуб          | Лига  | Лига | Кубок            | Кубок            | Кубок лиги | Кубок лиги | Итого | Итого |
| Сезон               | Клуб                | Лига                         | Матчи | Голы | Матчи            | Голы             | Матчи      | Голы       | Матчи | Голы  |
| Япония              | Япония              | Япония                       | Лига  | Лига | Кубок Императора | Кубок Императора | Кубок лиги | Кубок лиги | Итого | Итого |
| ------------------- | ------------------- | ---------------------------- | ----- | ---- | ---------------- | ---------------- | ---------- | ---------- | ----- | ----- |
| 1988/89             | Ёмиури              | Чемпионат Японии. Дивизион 1 | 18    | 0    | 3                | 0                | 3          | 0          | 24    | 0     |
| 1989/90             | Ёмиури              | Чемпионат Японии. Дивизион 1 | 22    | 0    | 4                | 1                | 4          | 0          | 30    | 1     |
| 1990/91             | Ёмиури              | Чемпионат Японии. Дивизион 1 | 22    | 1    | 2                | 1                | 2          | 0          | 26    | 2     |
| 1991/92             | Ёмиури              | Чемпионат Японии. Дивизион 1 | 22    | 0    | 5                | 0                | 5          | 0          | 32    | 0     |
| 1992                | Симидзу С-Палс      | Джей-лига                    | -     | -    | 3                | 1                | 11         | 1          | 14    | 2     |
| 1993                | Симидзу С-Палс      | Джей-лига                    | 36    | 1    | 4                | 0                | 1          | 0          | 41    | 1     |
| 1994                | Симидзу С-Палс      | Джей-лига                    | 44    | 2    | 1                | 0                | 1          | 0          | 46    | 2     |
| 1995                | Симидзу С-Палс      | Джей-лига                    | 40    | 0    | 1                | 0                | -          | -          | 41    | 0     |
| 1996                | Симидзу С-Палс      | Джей-лига                    | 30    | 0    | 3                | 0                | 16         | 0          | 49    | 0     |
| 1997                | Симидзу С-Палс      | Джей-лига                    | 29    | 0    | 0                | 0                | 6          | 0          | 35    | 0     |
| 1998                | Симидзу С-Палс      | Джей-лига                    | 1     | 0    | 0                | 0                | 9          | 0          | 10    | 0     |
| 1998                | Сересо Осака        | Джей-лига                    | 14    | 0    | 1                | 1                | 0          | 0          | 15    | 1     |
| 1999                | Сересо Осака        | Джей-лига                    | 9     | 0    | 0                | 0                | 0          | 0          | 9     | 0     |
| 1999                | Симидзу С-Палс      | Джей-лига                    | 0     | 0    | 0                | 0                | 2          | 0          | 2     | 0     |
| Итого               | Итого               | Итого                        | 287   | 4    | 29               | 4                | 58         | 1          | 374   | 9     |

### В сборной
| Сборная Японии | Сборная Японии | Сборная Японии |
| Год            | Игры           | Голы           |
| -------------- | -------------- | -------------- |
| 1986           | 2              | 0              |
| 1987           | 11             | 0              |
| 1988           | 1              | 0              |
| 1989           | 11             | 1              |
| 1990           | 6              | 0              |
| 1991           | 2              | 0              |
| 1992           | 7              | 0              |
| 1993           | 16             | 1              |
| 1994           | 0              | 0              |
| 1995           | 2              | 0              |
| Итого          | 58             | 2              |